# Joseph-Antoine Boullan
Joseph-Antoine Boullan (Saint-Porquier, 18 de febrero de 1824-Lyon, 4 de enero de 1893) generalmente conocido como el abad Boullan, fue un sacerdote francés del siglo XIX, condenado por herejía.

## Biografía

### Sacerdocio
Joseph-Antoine Boullan, después de brillantes estudios en el seminario de Montauban, fue ordenado sacerdote el 23 de septiembre de 1848 y nombrado vicario de la parroquia de Saint-Jean de Montauban durante dos años. Luego viajó a Roma donde obtuvo su doctorado en teología. En Italia, fue uno de los Misioneros de la Preciosísima Sangre y predicó varias misiones antes de regresar a Francia donde fue nombrado superior de la casa que la congregación poseía en Trois-Épis, cerca de Turckheim, en Alsacia. Publicó luego en Colmar, en 1853, su primera obra, una traducción de la Vida divina de la Santísima Virgen, extraída del libro de la Ciudad Mística, escrito por María de Jesús de Ágreda, célebre abadesa española del siglo XVII.
En 1854 dejó este cargo y vino a París como sacerdote. Colaboró con varias revistas piadosas, en particular Le Rosier de Marie, y asumió la dirección espiritual de una persona llamada Adèle Chevalier, que, antigua hermana laica de la comunidad de Saint Thomas-de-Villeneuve en Soissons, había sido curada milagrosamente de la ceguera en 1855, durante una peregrinación a Notre-Dame-de-la-Salette: aquí la conoció Boullan en marzo de 1856.

#### El "Trabajo de Reparación"
En 1859, fundó con Adèle Chevalier una congregación religiosa, el "Trabajo de Reparación", que recibió autorización provisional del obispo de Versalles. Esta comunidad, establecida en la avenida de Bellevue en Sèvres (hoy avenida de la Division-Leclerc), sólo sirve para ocultar la conexión entre el abad y sus subordinadas. Allí se llevan a cabo prácticas escandalosas: así, cuando una monja enferma, Boullan la trata, ya sea con la ayuda de hostias consagradas o mediante orina y heces aplicadas a modo de emplasto. Se rumoreó que el 8 de diciembre de 1860, después de misa, hizo desaparecer al niño que acababa de nacer de su amor prohibido con Adèle Chevalier.
Este supuesto crimen nunca fue descubierto, pero el obispado recibió denuncias sobre ciertos medios que utilizaba Boullan para obtener dinero y sus extraños métodos terapéuticos. En 1861, junto con su amante, fue llevado ante la justicia por fraude y ultraje público y, por el primer cargo, fueron declarados culpables y condenados a tres años de prisión. Boullan cumplió su condena en la prisión Bonne-Nouvelle de Ruan desde diciembre de 1861 hasta septiembre de 1864. En el verano de 1869, se abrió un proceso eclesiástico ante el Santo Oficio, debido a un conflicto de jurisdicción entre las autoridades de Versalles, donde la congregación había sido autorizada, y París, en cuya jurisdicción residía Boullan desde su salida de prisión. En la celda monástica que le fue asignada mientras esperaba el juicio, escribió una confesión de sus crímenes en un documento conocido como "Cuaderno rosa" que Joris-Karl Huysmans encontrará entre sus papeles tras su muerte y que se conserva en la Biblioteca Vaticana desde 1930. Boullan fue finalmente absuelto por el Santo Oficio y regresó a París en el invierno de 1869.[cita requerida]
Llama la atención del arzobispado por las opiniones heréticas que desarrolla en su reseña, en particular una extraña teoría de la sustitución mística, según la cual a "almas restauradoras" se les daría la misión de pecar para que otros no pequen. Esta curiosa concepción naturalmente abría el camino a todo tipo de libertinaje. Además, bajo la apariencia de exorcismo, enseñaba a las monjas atormentadas por obsesiones diabólicas métodos de autosugestión y autohipnosis que aparentemente les permiten tener, en sueños, relaciones carnales con los santos y con Jesucristo.

### Sucesor de Vintras
El arzobispo de París, el cardenal Guibert, tras haberlo remitido a Roma, recibió en febrero de 1875 la orden de proscribir al abad Boullan. Después de un vano intento de apelar a Roma, Boullan abandonó definitivamente la Iglesia católica el 11 de julio de 1875. Entró en contacto con el taumaturgo Eugène Vintras, de Tilly-sur-Seulles, que afirmaba ser la reencarnación del profeta Elías, enviado a la tierra para preparar "el Tercer Reino, la era del Paráclito, la venida de Cristo glorioso", quien le regala algunas de sus "hostias milagrosas", en las que se trazan símbolos cabalísticos con sangre. Cuando Vintras murió el 7 de diciembre de 1875, Boullan se proclamó su sucesor al frente de la "Obra de Misericordia" y se preparó para asumir estas funciones yendo a Lyon, en febrero de 1876, para consultar los archivos de Vintras y familiarizarse con sus doctrinas, que veía no muy alejadas de las suyas.
Sin embargo, sus afirmaciones despiertan la desconfianza de los discípulos de Vintras: a finales de 1876, sólo tres pontífices entre los diecinueve que Vintras había consagrado lo reconocieron como su líder. Instaló su cuartel general en Lyon, primero con un hombre llamado François-Ours Soiderquelk, conocido como "Adhalnaël, pontífice vintrasiano de Cordiale y de la Santa Unificación" luego, en 1884, con un arquitecto llamado Pascal Misme, "pontífice del divino crisma melquisedeano", 7 rue de La Martinière. Un pequeño "círculo de fieles" se reúnen allí para poder asistir a los ritos de "Sacrificio de gloria de Melquisedec" o "Sacrificio providencial de María", celebrados por Boullan. Se admiten audiencias mucho menores para las "Uniones de vida", las ceremonias más importantes.
Boullan enseña a sus seguidores que "habiendo sido llevada a cabo la caída edénica por un acto culpable de amor, es mediante actos de amor realizados religiosamente que la Redención de la Humanidad puede y debe tener lugar" y recomienda que el seguidor que desee redimirse tenga relaciones sexuales en el plano astral con entidades celestiales, ángeles y arcángeles, mientras que el que por caridad desee ayudar a seres inferiores a redimirse debe tener relaciones sexuales con ellas. Como señaló Stanislas de Guaita, Boullan estableció así la fornicación como práctica litúrgica.

### “El asunto Boullan”
Poco a poco, Boullan relaja su cautela. Primero admitió en su círculo al canónigo Roca, un sacerdote ocultista que publicó una revista titulada L'Anticlérical, y que se alejó de él disgustado, al igual que Stanislas de Guaita, que llegó a Lyon en noviembre de 1886, y el ocultista Oswald Wirth, que, después de haber pretendido durante más de un año adherirse a las doctrinas de Boullan, rompió repentinamente con él una vez en posesión de un documento escrito que las resumía. A principios de 1887, Guaita y Wirth convocaron a un "tribunal de iniciación" que condena a Boullan y le informa, el 24 de mayo de 1887, que está condenado. En 1891 expusieron públicamente sus doctrinas en El templo de Satanás. Boullan, por su parte, piensa que la sentencia en cuestión es una sentencia de muerte y utiliza todo tipo de hechizos para intentar frustrarla.
En 1890, Boullan conoció a Joris-Karl Huysmans por medio de Berthe de Courrière, con quien estaba en contacto, e inspiró el personaje del doctor Johannès en Là-Bas (1891). A su muerte, Boullan legó a Huysmans sus documentos personales, en particular su Confesión, escrita mientras esperaba la sentencia del Santo Oficio. En 1892, Boullan fue condenado por el tribunal de Trévoux por ejercicio ilegal de la medicina; aparentemente fue Huysmans quien pagó la multa, lo que indica lo cercanos que se habían vuelto. Boullan murió repentinamente de un infarto el 4 de enero de 1893, atribuyendo su muerte a la magia negra de Wirth y Guaita en una carta enviada el día anterior a Huysmans, quien apoya esta hipótesis y también se cree víctima de ataques mágicos.
El periodista Jules Bois, conocido amigo de Boullan, después de haber acusado abiertamente a Guaita de haber asesinado al viejo exsacerdote, convoca al periodista a un duelo a pistola. Ambos salieron ilesos; Jules Bois afirmó posteriormente que una de las balas habría sido "Detenida mágicamente en el arma" (Jules Bois, El mundo invisible).